# برندا استاوفر
برندا استاوفر (انگلیسی: Brenda Stauffer؛ زادهٔ april ۸, ۱۹۶۱ (۶۳ سال)) ورزشکار هاکی روی چمن اهل ایالات متحده آمریکا است.
وی در مسابقات کشوری و بین‌المللی در مجموع برندهٔ ۱ مدال برنز شده‌است.